# 早咲まみ
早咲 まみ（はやさき まみ、1986年2月14日 - ）は、日本の実業家・元AV女優。イオンプロモーションに所属していた。身長：155cm。スリーサイズ：B85・W56・H84 、F-65。血液型：Ｏ型。趣味/特技:マッサージ／カラオケ、旅行
神奈川出身。Bejean2004年9月号でヌードを披露した。片瀬茉莉奈、柚木ららとの3人で結成したRIBON組のリーダー的存在であった。

## 作品

### アダルトビデオ
2004年
- HOLIDAY（10月22日、メディアバンク）
- BODY（10月22日、メディアバンク）
- DOCUMENT（10月22日、メディアバンク）
- RIBON組（10月30日、メディアバンク）
- 新人 早咲まみ 新人／美乳／美少女（11月11日、エスワン）[2]
- 早咲まみ 販売中!!（11月19日、メディアバンク）
- 早咲まみレンタル中!!（11月30日、メディアバンク）
- Oh！シスター!（12月10日、メディアバンク）
- ギリモザ 早咲まみ 美乳ギリギリモザイク（12月11日、エスワン）[2]
- Oh！シスター（12月31日、VIP）

2005年
- 18才 早咲まみ 僕ラハコノ娘二恋シテル（1月11日、エスワン）[2]
- 転校生（1月28日、メディアバンク）
- 転・校・生 早咲まみ 〜僕があのコであのコが僕で〜（1月31日、メディアバンク）
- ギリモザ 6つのコスチュームでパコパコ!（2月11日、エスワン）[2]
- 早咲まみ らしさ Special Edition（2月18日、メディアバンク）
- 早咲まみ らしさ（2月28日、メディアバンク）
- ギリギリモザイク 学校でセックスしよっ♥（3月11日、エスワン）[2]
- RIBON組一期生 GREATEST HITS; 3人まとめて240分!!（3月25日、メディアバンク）共演:片瀬茉莉奈、柚木らら ※総集編
- 東京ポルノ（3月31日、メディアバンク）
- ギリギリモザイク 街で噂のエッチな姉妹（4月11日、エスワン）共演:MEW[2]
- 拘束アンドロメイド（2005年4月29日、メディアバンク）
- 東京ポルノ完全版（4月29日、メディアバンク）
- ギリモザ おまんこスペシャル（5月7日、エスワン）[2]
- 拘束アンドロメイド 完全版（5月20日、メディアバンク）
- リボン劇場 完全版 必見！3人同時フ●ラ（5月20日、メディアバンク）:片瀬茉莉奈、柚木らら ※総集編
- 失恋ビデオ（5月31日、メディアバンク）
- 巨乳ロリポップ（6月1日、MOODYZ）[5]
- 失恋ビデオ 完全版（6月17日、メディアバンク）
- 早咲まみのかんなりハード（6月30日、メディアバンク）※レンタル
- デジタルモザイクVol.078（7月1日、MOODYZ）[5]
- 早咲まみのかんなりハード 完全版（7月15日、メディアバンク）
- 好きです女子校生 RIBON4時間BEST（7月22日、メディアバンク）:片瀬茉莉奈、柚木らら ※総集編
- PERFECT CHOICE RIBON組（7月29日、メディアバンク）※レンタル
- ハレンチパイスクール（8月1日、MOODYZ）[5]
- 好きです巨乳 RIBON 4時間BEST（8月12日、メディアバンク）:片瀬茉莉奈、柚木らら ※総集編
- Perfect Box 2枚組（8月19日、メディアバンク）
- PERFECT CHOICE RIBON組 2（8月31日、メディアバンク）※レンタル
- 女子校生と憧れの同棲生活（9月1日、MOODYZ）[5]
- ドリームウーマンVOL.51（10月1日、MOODYZ）[5]
- とことんイヤラシイ言葉にこだわった淫語倶楽部（11月1日、MOODYZ）[5]
- 美少女おもらし（2005年12月1日、MOODYZ）[5]

2006年
- ドジ萌え!!（1月1日、MOODYZ）[5]
- 使い捨てM奴隷28（2月1日、MOODYZ）[5]
- おしゃぶり忍法帖（3月1日、MOODYZ）[5]
- ツンデレ!!（4月1日、MOODYZ）[5]
- 早咲まみ×ギリギリモザイク 早咲まみCOLLECTION1（8月19日、エスワン）[2]